# Перший месник: Протистояння
«Перший месник: Протистояння» (англ. Captain America: Civil War, дослівно — «Капітан Америка: Громадянська війна») — американський супергеройський фільм, знятий братами Руссо за мотивами коміксів Marvel. Він є продовженням фільмів «Перший месник» (2011) і «Перший месник: Друга війна» (2014). Прем'єра стрічки в Україні відбулася 5 травня 2016 року. Фільм розповідає про протистояння між членами команди «Месники».

## Сюжет
У 1991 році Гідра у Сибіру відроджує сержанта Джеймса «Бакі» Барнса з кріогенного стану, закачуючи в нього програму, щоб він був повністю під контролем Гідри Потім йому наказують перехопити вантаж і він вирушає на перехоплення автомобіля із сироваткою суперсолдата, забираючи її.
Приблизно через рік після подій у Заковії, Капітан Америка, Чорна Вдова, Сокіл та Ванда зупиняють Кроссбоунса на крадіжці біологічної зброї з лабораторії в Нігерії. Під час бою, Ванда рятує Капітана від вибуху гранати, підступно кинутої Рамлоу, та необережно викидає її в сторону будівлі, вбиваючи Кроссбоунса і працівників Ваканди з надання допомоги, підвищуючи недовіру міжнародної спільноти до роботи Месників.
У штаб-квартирі Месників, держсекретар Росс повідомляє Месників, що Організація Об'єднаних Націй готується випустити Заковіїські угоди, які встановлять міжнародний керівний орган для контролю над Месниками. Думки команди поділяються: Тоні Старк підтримує контроль, тому що він відчуває свою провину за створення Альтрона і руйнування Заковії, в той час, як Роджерс, не довіряючи державній програмі, вважає що Месникам слід залишатися вільними, щоб діяти за своєю власною волею.
Капітан не погоджується підтримати Акт, Романофф свідчить про ратифікацію угод у Відні, під час якої відбувся терористичний акт. Через потужний вибух гине король Т'Чака з Ваканди. Син Т'Чаки, принц Т'Чалла клянеться зупинити вбивцю батька, яким, на його думку, є Зимовий солдат. Попри заперечення Вдови, Кеп і Вілсон слідують до укриття Бакі в Бухаресті та намагаються захистити його від поліції та Пантери. Відбувається бійка, після якої Роджерс, Вілсон, Барнс і Т'Чалла були захоплені. Незабаром, Бакі звільняє полковник Гельмут Земо, який використовує шифр — набір слів, який активує Зимового Солдата. Також Земо ставить запитання про місію 1991 року, а потім відправляє його вбивати Месників. Роджерс зупиняє Бакі й повертає його до нормального стану. Барнс пояснює, що Земо несе відповідальність, і що він прямує до об'єкта, який знаходиться в Сибіру, у якому перебувають, нібито, інші Зимові солдати.
Роджерс збирає команду: Відьму, Бартона, Сокола, Людину-Мураху, щоб допомогти йому. Старк переконує Росса, дозволити йому затримати Кепа та Барнса. Для цього він готує свою команду: Вдову, Пантеру, Роуді, Віжена, а також молодого героя Пітера Паркера. Старк і його команда перехоплюють команду Роджерса в аеропорту і починається битва, в ході якої Вдова дозволяє Роджерсу і Барнсу втекти. Інша частина команди Роджерса захоплена, в той час, як Роуді паралізований після того, як його збив Віжен, намагаючись збити Сокола. Вдова показує Старку, що Барнс був зомбований Земо, потім зникає під загрозою арешту через порушення договору Акта.
Старк переслідує Роджерса і Бакі до об'єкта Гідри у Сибіру та примиряється з ними, не знаючи, що вони переслідуються Пантерою. Вони виявляють, що інші Зимові солдати були вбиті. Земо заманив героїв до об'єкта, щоб показати їм відеокадри зі своїх записів. Він показує вбивство Барнсом батьків Старка в 1991 році. Старк в люті женеться за Бакі, змушуючи Роджерса боротися за життя свого друга. В процесі, Старк відстрілює Барнсу його металеву руку. Роджерс перемагає Старка, зламуючи його броню, а потім йде з пораненим Бакі, залишивши свій щит позаду. Земо розповідає Т'Чаллі, що прагнув знищити Месників зсередини, помстившись цим за смерть своєї родини в Заковії. Він намагається вбити себе, але Пантера зупиняє його і бере живим. Після, Старк дає Роуді екзоскелет, щоб дозволити йому знову ходити. Роджерс надсилає лист Старку з поясненням свого вчинку і говорить, що завжди прийде на допомогу, якщо буде потрібен. Роджерс рятує товаришів з в'язниці та тікає в Ваканду, де Барнс хоче бути замороженим до тих пір, поки не буде знайдений спосіб видалити програму зі свого мозку.
У сцені після титрів, Паркер відновлюється від травми, коли його павутино-пускачі проєктують символ Людини-Павука.

## У ролях
| Актор                   | Роль                             |
| ----------------------- | -------------------------------- |
| Кріс Еванс              | Стівен Роджерс / Капітан Америка |
| Роберт Дауні (молодший) | Ентоні Старк / Залізна Людина    |
| Скарлетт Йоганссон      | Наталія Романова / Чорна Вдова   |
| Себастьян Стен          | Джеймс Барнс / Зимовий Солдат    |
| Дон Чідл                | Джеймс Роудс / Бойова Машина     |
| Ентоні Макі             | Семуель Вілсон / Сокіл           |
| Джеремі Реннер          | Клінт Бартон / Соколине Око      |
| Чедвік Боузман          | Т'Чалла / Чорна Пантера          |
| Пол Беттані             | Віжн                             |
| Елізабет Олсен          | Ванда Максимова / Багряна Відьма |
| Том Голланд             | Пітер Паркер / Людина-Павук      |
| Пол Радд                | Скотт Ленґ / Людина-мураха       |
| Даніель Брюль           | Гельмут Земо                     |

| Актор                | Роль                     |
| -------------------- | ------------------------ |
| Емілі Ван Кемп       | Шерон Картер             |
| Френк Ґрілло         | Брок Рамлоу / Кроссбоунс |
| Керрі Кондон (голос) | F.R.I.D.A.Y.             |
| Вільям Герт          | Тадеус Росс              |
| Мартін Фріман        | Еверетт Росс             |
| Маріса Томей         | Мей Паркер               |
| Джон Слеттері        | Говард Старк             |
| Гоуп Девіс           | Марія Старк              |
| Джон Кані            | Т'Чака                   |
| Флоренс Касумба      | Айо                      |
| Елфрі Вудард         | Міріам Шарп              |
| Джим Раш             | викладач МІТ             |
| Стен Лі              | камео                    |

## Виробництво

### Знімання
Знімання фільму почали 27 квітня 2015 року на студії Pinewood Atlanta в окрузі Фаєтт, штат Джорджія під робочою назвою «Супутник». Додаткове фільмування відбувалося в Пуерто-Рико, Берліні та Ісландії.

### Кастинг
На початку травня Marvel оголосила, що Мартін Фріман обраний на неназвану роль. Свої попередні ролі у фільмі виконали Пол Беттані (Віжен), Дон Чідл (Залізний Патріот), Пол Радд (Людина-мураха), Емілі ВанКемп (Шерон Картер/Агент 13) і Вільям Герт (Таддеус Росс). Семюел Л. Джексон, який з'явився у двох попередніх фільмах про Капітана Америку, сказав, що він був здивований, виявивши, що його не буде в «Першому меснику: Протистояння».

Після оприлюднення повного акторського складу фільму, значна кількість фанатів почали називати стрічку «Месники 2,5», враховуючи кількість персонажів коміксів у фільмі та зменшення концентрації уваги суто на Капітані Америці, у порівнянні з попередніми фільмами серії.
У кінці травня брати Руссо, разом із Кевіном Файгі провели кінопроби для шести акторів-підлітків, які були претендентами на роль Пітера Паркера (Спайдермена). Вже наступного місяця на роль супергероя було обрано Тома Голланда. В липні 2015 року було підтверджено інформацію, що Людина-павук з'явиться у фільмі.

## Нагороди й номінації
| Список нагород і номінацій     | Список нагород і номінацій | Список нагород і номінацій       | Список нагород і номінацій    | Список нагород і номінацій | Список нагород і номінацій |
| Кінопремія                     | Дата церемонії             | Категорія                        | Номінант(и)                   | Результат                  | Дж                         |
| ------------------------------ | -------------------------- | -------------------------------- | ----------------------------- | -------------------------- | -------------------------- |
| Премія Гільдії кіноакторів США | 29 січня 2017              | Найкращий каскадерський ансамбль | «Перший месник: Протистояння» | Номінація                  | [ 13 ]                     |